# Şirin Tekeli
Şirin Tekeli (Ankara, 28 de febrero de 1944 - Bodrum, 13 de junio de 2017) fue una feminista, académica, traductora, escritora, activista y una de las pioneras de la segunda ola del feminismo en Turquía.

## Activismo
Después de dejar la academia, comenzó un papel activo en el movimiento feminista de Turquía. Al ver la década de 1980 como los "años de acción", se dedicó a mejorar la situación de las mujeres y crear conciencia en Turquía a través de campañas y protestas, mientras que la siguiente década la consideraba "los años de la institucionalización", por lo cual se centró en crear asociaciones y fundaciones.
Tras la decisión de Turquía de no cambiar la ley cívica de conformidad con la Convención sobre la eliminación de todas las formas de discriminación contra la mujer (CEDAW), en 1986 participó en una petición que exigía cambios en la constitución, leyes y práctica.
El 17 de mayo de 1987 participó en la primera protesta legal después del golpe militar y exigió el fin de la violencia doméstica.

## Premios y reconocimientos
En 1996, fue galardonada con la Ordre des Palmes Académiques por el Ministerio de Cultura de Francia.
En 2017, el Centro de Estudios de Género y de la Mujer de la Universidad de Sabanci comenzó a otorgar un premio de investigación en su memoria: "El Premio de Investigación Şirin Tekeli". Este premio fue creado para apoyar y promover la investigación centrada en el género en Turquía.